# Giapponeseria: Oiran
Giapponeseria: Oiran è un dipinto del pittore olandese Vincent van Gogh, realizzato nel 1887 e conservato al Van Gogh Museum di Amsterdam.

## Descrizione

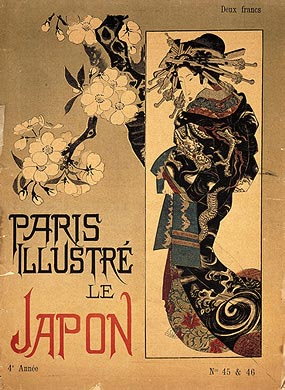
Il numero del Paris Illustré del 4 maggio 1886

Vincent van Gogh nutrì nella sua vita un amore accanito per l'arte giapponese, che proprio verso la fine dell'Ottocento iniziò ad affluire massicciamente in Europa grazie all'apertura dei porti nipponici all'Occidente. L'infatuazione del pittore per gli ukiyo-e (letteralmente, «immagini del mondo fluttuante») era talmente viscerale da spingerlo a diventare un assiduo frequentatore della galleria di Samuel Bing, un mercante d'arte franco-tedesco che conosceva assai approfonditamente l'arte e la cultura dell'Estremo Oriente e ne vendeva a Parigi i manufatti pittorici. Di seguito riportiamo lo stralcio di una lettera che Vincent inviò al fratello Théo il 24 settembre 1888:
(Vincent van Gogh)
Molto spesso, poi, van Gogh si divertì a riproporre i capolavori dei grandi maestri nipponici in japonaiserie che, tuttavia, lasciavano trasparire anche la sua individuale sensibilità. Fu a partire da queste premesse che, nel settembre-ottobre 1887, il pittore licenziò questo olio su tela, denominato Giapponeseria: Oiran. Quest'opera, dalle dimensioni certamente notevoli, ritrae una figura femminile giapponese in kimono, particolare desunto da un'opera di Kesai Eisen che Vincent recepì consultando un numero della rivista Paris Illustré. Ebbene, la cortigiana si profila su un monumentale campo cromatico che, senza essere inquinato dagli sfumati chiaroscurali, ora può brillare di un giallo luminosissimo. Si noti, poi, come grazie all'avallo degli ukiyo-e van Gogh sia ritornato ad utilizzare i bianchi e i neri, colori ben evidenti nello splendido abito della donna. Sullo sfondo, infine, van Gogh intreccia un vero e proprio divertissement pittorico dall'impattante decoratività. In basso una rana «sorregge», per così dire, il rettangolo aureo nel quale è inscritta la cortigiana, mentre sopra il volto di quest'ultima galleggia placidamente una piccola imbarcazione. A sinistra, infine, troviamo due gru che assaporano la frescura di quel giardino acquatico, starnazzando all'ombra di un canneto: si tratta, questo, di un dettaglio che qualificherebbe la donna effigiata come una oiran (grue, nella lingua francese, è anche un soprannome ironico per le prostitute: il meretricio, infatti, era uno dei molteplici compiti espletati dalle oiran).